# A New Sound... A New Star...

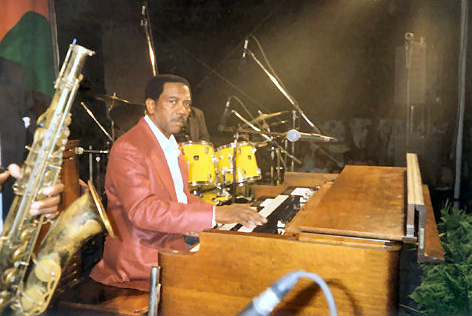
Jimmy Smith (1994)

A New Sound… A New Star… (untertitelt Jimmy Smith at the Organ Vol. 1) ist das Debütalbum des US-amerikanischen Jazz-Organisten Jimmy Smith, das er gemeinsam mit dem Gitarristen Thornell Schwartz (Gitarre) und dem Schlagzeuger Bay Perry (Schlagzeug) eingespielt hat.

## Album

### Aufnahme und Veröffentlichung
Alle neun Titel des Albums wurden am 18. Februar 1956 im Musikstudio von Rudy Van Gelder in Hackensack (New Jersey) aufgenommen. Bei den Titeln handelt es sich größtenteils um damals gängige Jazzstandards, wie The Way You Look Tonight, Midnight Sun, Oh, Lady Be Good!, The High and the Mighty, But Not for Me und Tenderly. Die restlichen drei Titel sind Improvisationen über eine Eigenkomposition von Jimmy Smith (You Get ’Cha), einer seltener gespielten Komposition von Horace Silver (The Preacher) und einer Komposition von Johann Sebastian Bach (Joy).
Das Studioalbum wurde im März 1956 als Langspielplatte beim Label Blue Note veröffentlicht. Die Erstveröffentlichung als CD erfolgte 1995 in Japan.

### Hintergrund
Jimmy Smith, der heute „als ein wichtiger Vertreter des Hard Bop und Soul Jazz“ gilt, wollte eigentlich eine Musikerkarriere als Pianist oder Bassist machen. Sein Interesse wurde Anfang der 1950er Jahre „durch einen Auftritt von Wild Bill Davis auf ein Instrument gelenkt, das bis dahin im Jazz eine eher untergeordnete Rolle gespielt hatte: die Hammond-B3-Orgel. In geradezu obsessiver Manier widmete er sich von da an der klanglichen Erforschung dieses Monstrums“, das „ursprünglich nicht für Jazz-Clubs konzipiert“ war, „sondern für Kirchen, die sich keine ausgewachsene Orgel leisten konnten.“

„Ich probierte alle Register aus und fummelte an diesem Biest herum.“

Als Ergebnis seiner „Forschungen“ konnte Smith sein Debütalbum präsentieren, dem noch im gleichen Jahr mit A New Sound… A New Star… (untertitelt Jimmy Smith at the Organ Vol. 2) eine zweite LP folgte. Bei seinem Orgelspiel pflegte Smith „drei grundsätzlich verschiedene Spielweisen, die er je nach dem Charakter seiner Songs einsetzte. Bei schnellen Stücken legte er die Basslinie in die linke Hand und setzte die Pedale der Orgel nur zum Erzeugen kurzer Akzente auf die Viertelnoten bzw. zum Markieren hervorzuhebender Bassgänge ein. Mit der Improvisation der rechten Hand setzte er Melodielinien dagegen, die ihre Spannung aus dem Gegensatz von lange ausgehaltenen Liegetönen und rasantem Laufwerk bezogen. Die Akkorde der Mittelstimmen wurden bei solchen Stücken vorwiegend vom Gitarristen getragen. In langsameren Stücken fiel die Basslinie komplett an das Pedal, wodurch die linke Hand zum Spielen kurzer, perkussiver Akzente mit wenigen Tönen freiwurde. Einen auf den ersten Blick verwirrenden Individualstil verwandte Jimmy Smith in sehr langsamen Balladen … : da vielstimmige Akkorde in der Lage der linken Hand mulmig klängen, verlegte Smith diese Akkorde in die rechte Hand und führte die Melodie mit seiner Linken. Andere Jazzorganisten erreichen denselben Effekt durch Überkreuzen der Hände.“
„Der Legende nach war der Plattenproduzent und Inhaber von Blue Note Alfred Lion von Jimmy Smiths Musik so begeistert, dass er erklärte, er wolle seinen Beruf an den Nagel hängen. Stattdessen wolle er in Zukunft mit dem Organisten auf Tour umherreisen, um ihn jeden Abend spielen hören zu können. Er machte seine Drohung jedoch nicht wahr.“ Stattdessen produzierte er mit Jimmy Smith in der Folge mehr als 30 LPs für Blue Note.

“The Hammond has body … It’s got depth—and resonance. It’s got clarity—and quality. And you can feel it. It’s not so much that you can hear it. It’s the feeling that’s important. You see, it’s like a drummer. You don’t want to hear him. You want to feel him…With the Hammond, you feel it in your bones.”

„Die Hammond(-Orgel) hat Körper … Sie hat Tiefe und Resonanz. Sie hat Klarheit – und Qualität. Und du kannst sie fühlen. Es ist nicht so sehr, dass du sie hören kannst. Es ist das Gefühl, das wichtig ist. Es ist wie bei einem Schlagzeuger. Du willst ihn nicht hören. Du willst ihn fühlen … Mit der Hammond fühlst du es in deinen Knochen.“

Joachim-Ernst Berendt und Günther Huesmann charakterisieren die Bedeutung von Jimmy Smith in der Jazzgeschichte wie folgt: „Smith hat für die Orgel gewonnen, was Charlie Christian für die Gitarre gewann: die Emanzipation. Erst durch ihn wurde die Orgel ein Instrument, das den anderen Instrumenten des Jazz gleichberechtigt ist. […] Jimmy Smith kann auch deshalb mit Charlie Christian verglichen werden, weil er – ähnlich wie Christian im Übergang von der akustischen zur elektrischen Gitarre – zum ersten Mal die Orgel bewusst als ein elektronisches Instrument gespielt hat. […] Erst Smith hat realisiert, dass die Hammond-B3-Orgel ein eigenes, neues, unabhängiges Instrument ist, das mit dem Piano oder der herkömmlichen Kirchenorgel allenfalls die Tastatur gemeinsam hat.“ Ähnlich sieht das Brian Priestley, wenn er schreibt: „Jimmy Smith hat in den späten 50ern und in den 60ern noch heute gültige Maßstäbe für den Umgang mit der Orgel im Jazz gesetzt. Er übernahm das mit Orgel, Gitarre und Schlagzeug besetzte Trioformat […] von Wild Bill Davis und Milt Buckner, ersetzte jedoch deren am Big Band-Stil orientierte Tonfolgen durch schnellere, beweglichere Läufe, die ihre Wurzeln im Bebop hatten.“

## Titelliste
1. The Way You Look Tonight (Dorothy Fields, Jerome Kern) – 5:04
2. You Get ’Cha (Jimmy Smith) – 4:23
3. Midnight Sun (Sonny Burke, Lionel Hampton, Johnny Mercer) – 4:26
4. Oh, Lady Be Good! (George Gershwin, Ira Gershwin) – 5:49
5. The High and the Mighty (Dimitri Tiomkin, Ned Washington) – 4:21
6. But Not for Me (George Gershwin, Ira Gershwin) – 4:30
7. The Preacher (Horace Silver) – 4:35
8. Tenderly (Walter Gross, Jack Lawrence) – 3:56
9. Joy (Johann Sebastian Bach) – 3:13[1]

## Mitwirkende

### Musiker und ihre Instrumente
- Jimmy Smith – Elektronische Orgel
- Thornell Schwartz – Gitarre
- Bay Perry – Schlagzeug[1]

### Produktionsstab
- Reid Miles – Artwork
- Babs Gonzales – Linernotes
- Francis Wolff – Fotografie
- Rudy Van Gelder – Toningenieur
- Alfred Lion – Produzent[1]

## Rezeption
Die Rezension bei Allmusic durch Scott Yanow wertete das Album mit 4½ von 5 Sternen und stellte fest: „Das Debüt des Organisten Jimmy Smith auf Schallplatte (er war schon 30) war ein wichtiges Ereignis, denn er stellte einen völlig neuen und einflussreichen Stil auf der Orgel vor, einer, der praktisch die Art und Weise änderte, wie das Instrument gespielt wird.“ In seiner Rezension für All About Jazz schreibt Marc Davis: „Das Hören von Jimmy Smiths frühen Aufnahmen ist wie das Hören von Chuck Berry, wenn er ‚Johnny B. Goode‘ spielt. Heute kennt jeder Rockgitarrist der Junior High School das Riff und kann es auswendig spielen. Aber Chuck Berry hat es zuerst gemacht, und wohl am besten. Es gab keine großen Rockgitarrenlicks vor Chuck Berry. Er hat die Vorlage erstellt. Es ist das gleiche mit Jimmy Smith. Heute gibt es Dutzende von Jazz-Organisten, die Bop, Blues und anderes spielen können. Sie sind alle funky, sie können alle gut spielen. Aber ohne Jimmy Smith würde es keine Jazz-Orgel geben.“ Nach dem Tod von Jimmy Smith (am 8. Februar 2005) schrieb die Universal Musik Group: „Er war der Oberguru aller Hammond-B3-Orgelspieler, der Ahne des Jazzfunk, Pate des Acid Jazz, ein kühner Innovator, unübertrefflicher Improvisator und schon zu Lebzeiten eine Legende. […] Als der Organist 1956 bei Blue Note sein Debütalbum ‚A New Sound… A New Star… Jimmy Smith at the Organ, Volume 1‘ veröffentlichte, ging tatsächlich ein neuer Stern am Jazzfirmament auf. Und einen neuen Sound präsentierte er auch: unwiderstehlich perkussiv und mit fetten Bässen sowie flinken Melodielinien, wie sie ansonsten Saxophonisten oder Trompeter spielten, und einer improvisatorischen Behendigkeit, die man auf diesem Instrument keinem zugetraut hätte.“ Und in ihrer Zusammenstellung The 100 Jazz Albums That Shook the World stellt das Magazin Jazzwise fest: „Es ist ganz einfach: Jimmy Smith hat das moderne Jazz-Orgelspiel erfunden, und dies ist das Album (tatsächlich das erste Album von zwei rasch nacheinander veröffentlichten Alben aus derselben Aufnahmesession im Februar 1956), in dem er dies unter Beweis stellte.“